# Some Words with a Mummy
Some Words with a Mummy (wörtlich: Einige Worte mit einer Mumie) ist eine satirische Kurzgeschichte von Edgar Allan Poe, erstveröffentlicht in The American Review im April 1845.

## Inhalt
Der namenlos bleibende Ich-Erzähler berichtet von einem schweren Kater, der ihn veranlasste, nach einem frugalen Abendessen, bestehend aus 5 Pfund Welsh rabbit und ebenso vielen Flaschen von braunem Stout frühzeitig das Bett aufzusuchen. Doch wird er wieder aufgeweckt durch eine Botschaft seines Freundes Dr. Ponnonner (=Upon honor). Dieser hat endlich die Erlaubnis erhalten, eine ägyptische Mumie zu untersuchen, der Ich-Erzähler solle sofort hinzukommen. Es zeigt sich nun, dass es sich um eine ganz besondere Mumie handelt: Sie wurde mumifiziert, ohne dass ihr vorher Eingeweide und Hirn entnommen wurden, ja, sie wurde in einem Zustand des Starrkrampfs lebend einbalsamiert. Versuchsweise wird die Mumie mit Stromschlägen behandelt – und erwacht zum Leben. Sie trägt den Namen Allamistakeo (=All a mistake, o!) und wird als Graf (Count) angeredet. Die versammelten Wissenschaftler – außer Dr. Ponnonner sind es Mr. Silk Buckingham, ein Archäologe, ein Mr. Gliddon sowie der Ich-Erzähler und einige ungenannt Bleibende – versuchen nun, die Fortgeschrittenheit ihrer Zeit gegenüber derjenigen, aus der die Mumie stammt, zur Geltung zu bringen, aber erfolglos, Allamistakeo widerlegt alle ihre Thesen: Auch vor 5000 Jahren konnte man schon Gestirnverfinsterungen vorausberechnen, die Dampfkraft nutzbar machen, baute größere und imposantere Gebäude als das Kapitol und belastbarere Straßen als die Eisenbahn, die Mode sei keineswegs rückständig gewesen, ja, selbst das politische System der Vereinigten Staaten wurde von Ägypten bereits vorweggenommen: Auch dort hätten sich 13 Provinzen zusammengeschlossen, hätten sich eine kluge Verfassung gegeben, aber alles habe geendet in furchtbarer Despotie, und der Name des Despoten sei Mob gewesen. Erst als Dr. Ponnonner die von ihm entwickelten Pastillen ins Feld führt, wird die Mumie schamrot und muss zugeben, dass es etwas so Tolles im alten Ägypten nicht gegeben habe. Der Ich-Erzähler kehrt ins Bett zurück und schreibt am nächsten Morgen auf, was er erlebt hat. Zugleich beschließt er, sich ebenso einbalsamieren zu lassen wie Allamistakeo, weil er wissen möchte, wer im Jahr 2045 (also genau 200 Jahre nach Abfassung der Geschichte) Präsident der Vereinigten Staaten wird.

## Deutung
In Gespräch mit einer Mumie macht Poe sich lustig über den Fortschrittsglauben seiner Zeit, die auf Grund der Erfindungen von Dampfmaschine und Eisenbahn glaubte, über alles Frühere hoch erhaben zu sein. Dass dabei auch die amerikanische Demokratie seinem Witz verfällt, ist dem in der aristokratischen Herrenklasse Virginias Aufgewachsenen kaum zu verübeln.
James Silk Buckingham war ein erfolgreicher britischer Reiseschriftsteller und Zeitgenosse Poes, ebenso der amerikanische Ägyptologe George Gliddon.

## Deutsche Ausgaben (Auswahl)
- 1882: unbekannter Übersetzer: Die sprechende Mumie. Payne, Leipzig.
- 1896: unbekannter Übersetzer: Einige Worte mit einer Mumie. Hendel, Halle/Saale.
- um 1900: Johanna Möllenhoff: Eine kurze Unterredung mit einer Mumie. Reclams Universal-Bibliothek, Leipzig.
- 1901: Hedda Moeller: Gespräch mit einer Mumie. J.C.C. Bruns, Minden.
- 1918: Bernhard Bernson: Gespräch mit einer Mumie. Josef Singer, Straßburg.
- ca. 1920: Carl Wilhelm Neumann: Gespräch mit einer Mumie. Reclams Universal-Bibliothek, Leipzig
- 1922: Wolf Durian: Unterredung mit einer Mumie. Propyläen, München. 1922
- 1922: Hans Kauders: Kleines Gespräch mit einer Mumie. Rösl & Cie., München.
- ca. 1925: Bernhard Bernson: Gespräch mit einer Mumie. Josef Singer Verlag, Straßburg.
- ca. 1930: Fanny Fitting: Gespräch mit einer Mumie. Fikentscher, Leipzig.
- 1960: Christel und Helmut Wiemken: Kurzes Gespräch mit einer Mumie. Schünemann, Bremen.
- 1966: Arno Schmidt: Disput mit einer Mumie. Walter Verlag, Freiburg im Breisgau.
- 1989: Heide Steiner: Streitgespräch mit einer Mumie. Insel-Verlag, Leipzig, ISBN 3-7351-0115-1.
- 2020: Andreas Nohl: Streitgespräch mit einer Mumie. dtv, München, ISBN 978-3-423-28215-4.

## Medien
- Gespräch mit einer Mumie heißt auch ein vom Lübbe Audio Verlag herausgebrachtes Hörspiel, das freilich mit Poes satirischer Kurzgeschichte praktisch nur noch den Titel gemein hat. Sprecher des Stückes sind u. a. Ulrich Pleitgen, Iris Berben und Gerald Schaale.
- Unter dem Titel Streit mit einer Mumie hat der Audiobuch-Verlag die Erzählung, von Andreas Fröhlich gelesen, als Hörbuch herausgebracht.